# Le Coq sportif
Pour les articles homonymes, voir Coq (homonymie) et LCS.

Chaussure Le Coq sportif

Le Coq sportif est un équipementier français de vêtements et de chaussures de sport. Fondée par Émile Camuset en 1882 à Romilly-sur-Seine, l'entreprise devient l'une des premières marques de sport mondiales et rapidement la marque de référence pour le sport français en accompagnant les amateurs, les professionnels, les clubs et les fédérations.
L'entreprise est particulièrement impliquée dans le sport professionnel mondial et a habillé beaucoup de clubs de football et de rugby. Dans les années 1970 et 1980 la marque jouit d'une grande notoriété, en particulier auprès des consommateurs français.
En 2005, Marc-Henri Beausire et Robert Louis-Dreyfus, relancent l'entreprise par l’intermédiaire d'une société d’investissement suisse, Airesis. Aujourd'hui la marque est détenue par plusieurs actionnaires dont majoritairement par Airesis et n'est plus la propriété de son concurrent allemand, Adidas. La marque se relance dans le sport en 2012, en fournissant les maillots jaune, vert et à pois du Tour de France pendant dix éditions, puis ceux de l'AS Saint-Étienne (2015-2022), du Racing 92 (2017-2021), de la Fédération française de rugby depuis 2018 et de l'ESTAC  depuis 2019. La marque a rouvert un centre de développement en 2010 et un centre de production textile en 2012 à Romilly-sur-Seine. En 2017, plus de cent personnes y travaillent et collaborent avec des partenaires troyens chargés du tricotage et de la teinture. Près de 90 % des matières premières textiles de la marque sont développées dans l'Aube.
Le 5 mars 2020, Paris 2024 annonce avoir choisi Le Coq sportif comme équipementier, technique et de représentation, pour les équipes de France olympique et paralympique de 2021 à 2024. En juin, l’Elan sportif châlonnais officialise un partenariat avec Le Coq sportif jusqu’en 2026 : c'est la première fois que la marque au coq signe un contrat d’équipementier avec un club de basketball.
La marque Le Coq sportif est exploitée par la société LCS International.

## Histoire

### Les débuts
En 1882, Émile Camuset crée un atelier de bonneterie à Romilly-sur-Seine, dans l'Aube. À partir de 1920, sous l'impulsion de sa fille (Mireille Camuset), l'entreprise se lance dans la confection d’articles de sport, en plus des articles traditionnels, s'inspirant des Britanniques très à la pointe dans ce secteur d'activité ; dès les années 1930, elle devient l'un des fournisseurs officiels des fédérations françaises de football, de basket, de rugby et d’athlétisme.
1948 voit les premiers vêtements accompagnés d'étiquettes à l'image du coq gaulois. Le 26 août 1950, « le Coq sportif, bonneterie sportive romillonne » devient une marque déposée.

### Naissance d'un mythe du sport tricolore
Grâce à sa présence sur les épreuves sportives les plus mythiques, telles que le Tour de France, la Coupe du monde de football, Roland-Garros ou bien encore le Tournoi des 6 Nations, la marque atteint une renommée mondiale. Elle restera longtemps associée partout dans le monde au sport français et à ses grands exploits :
- 1951, la marque Le Coq sportif enregistre sa première commande de prestige, celle des maillots des concurrents du Tour de France, soit 12 équipes nationales chacune composée de 10 coureurs à habiller, parmi lesquels des vedettes comme le Suisse Hugo Koblet ou le Français Raphaël Géminiani. Le Tour de France passe cette année par la commune de Romilly-sur-Seine où sont confectionnés les maillots[9].
- En 1955, l'équipe de France de football dispute un match contre l'URSS. Pour la première fois les joueurs portent un maillot bleu de la marque. La même année, le Stade de Reims, emmené par l'attaquant vedette Raymond Kopa, donne à la marque son premier titre de Champion de France de football.
- En 1960, la marque tricolore compte désormais 137 employés et fait son entrée aux Jeux Olympiques de Rome, tous les athlètes français sélectionnés sont équipés en exclusivité par l'entreprise. À cette occasion, la marque confectionne le premier survêtement en fibre synthétique et crée un nouveau logo : un Coq au milieu des cinq anneaux olympiques. Le champion de course de fond Michel Jazy devient un partenaire idéal de la marque, il rejoindra d'ailleurs l'équipe Le Coq sportif huit années plus tard. Quatre années plus tard, la marque sera toujours l'équipementier exclusif des athlètes français présents aux Jeux olympiques de Tokyo.
- La marque fait son entrée en 1965 sur les courts de tennis de la Coupe Davis ou de Roland-Garros grâce à de jeunes et talentueux joueurs comme Daniel Contet. Cette même année Le Coq sportif est champion de France de football avec le FC Nantes, vainqueur de la Coupe de France avec le Stade rennais, champion de France de rugby avec le SU Agen et champion de France de basket-ball avec Denain.
- La Société du Tour de France accepte en 1966 que le logo du petit coq dans son triangle apparaisse sur les maillots du Tour, la victoire du Français Lucien Aimar dans cette édition 1966 est largement relayée par la télévision et les magazines assurant à la marque une notoriété nouvelle. Celle-ci s'associe avec la société Adidas à l'occasion de la Coupe du monde de football 1966. L'objectif est de développer la marque à l'étranger. À cette époque les deux marques présentent des CA comparables. Le Coq sportif, leader dans le textile, fournit alors le maillot aux équipes sous contrat, tandis que Adidas, leader sur les produits en cuir, fournit les chaussures.
- En 1969 la société passe le cap des 500 employés.
- En 1970 le Feyenoord Rotterdam donne à la marque sa première victoire en Coupe d'Europe des clubs champions. En effet, la société française, désireuse de s'implanter sur le marché néerlandais et en quête de médiatisation, signe un partenariat avec ce club spécialement avant la finale[10]. Feyenoord reste ensuite jusqu'à 1977 avec l'équipementier. L'Ajax Amsterdam est aussi sponsorisé par Le Coq sportif lors de ses succès de 1972 et 1973.
- Le boxeur français Jean-Claude Bouttier devient champion d'Europe en 1972 sous les couleurs de la marque tricolore. La nouvelle star française du ring s'attaque à Carlos Monzon et à son titre mondial assurant un peu plus encore la notoriété de la marque. Cette année-là la première campagne de publicité télévisée pour Le Coq sportif est lancée sur la télévision française : On y voit Michel Jazy vanter les bienfaits de la « Première marque européenne, voire mondiale pour les équipements sportifs ».
- 1973 : Création des « Coqs d'Or », trophées récompensant les meilleurs sportifs français et étrangers désignés par un jury de spécialistes. Le journal L'Équipe du 16 janvier 1974 fait sa une sur le Coq d'Or remis à l'Américain Dwight Stones.
- 1974 : La marque doit faire face à la concurrence asiatique sur le marché du textile et à l'augmentation du prix des matières premières due au choc pétrolier de 1973. La société, alors 100 % familiale, s'était toujours autofinancée. Malgré son expansion exceptionnelle, la société restait particulièrement fragile en raison de marges nettes trop réduites. Le 13 juin 1974, un montage financier est constitué, réunissant des banques et des actionnaires. Le tribunal de commerce de Paris accepte la proposition d'Adidas et confie la gérance de la société nouvelle des Établissements Camuset à « La Société d'Exploitation du Coq sportif ». Le Coq sportif devient alors une filiale de son concurrent allemand Adidas.
- En 1976, les joueurs de l'AS Saint-Étienne, habillés par la marque, échouent de justesse en finale de Coupe d'Europe des Clubs Champions face au Bayern de Munich. La même année, le Français Guy Drut remporte la médaille d'or en 110 mètres haies aux Jeux olympiques de Montréal, assurant un peu plus la notoriété de la marque.
- 1977 : le XV de France, équipé par la marque au coq et emmené par son emblématique capitaine Jean-Pierre Rives, remporte le Grand Chelem lors du Tournoi des 5 Nations, sans encaisser un seul essai. Le cycliste Bernard Thévenet remporte son deuxième Tour de France, son équipe Peugeot est également équipée par la marque.

### Années 1980, les heures de gloire
En 1980, l'AS Monaco, dont Le Coq sportif est partenaire, remporte la Coupe de France de football. La même année, la direction générale d'Adidas décide de donner à la marque une dimension internationale, un réseau mondial de distributeurs et d'agents est mis en place pour couvrir plus de 80 pays. Autre moyen de développement mis en place, la création de produits en cuir, ballons (le modèle Triatom agréé par la FIFA est utilisé en D1) et chaussures de compétition. L'année suivante, les Verts, emmené par leur attaquant vedette Michel Platini, remportent le Championnat de France de football.
Le XV de France, toujours habillé par la marque, remporte son troisième grand chelem ; ce sont les grands débuts de l'arrière Serge Blanco dans le Tournoi. Lors de la décennie des années 1980, l'AS Béziers (4 fois de 1980 à 1984), le RC Toulon en 1987 ou encore les exploits du Racing-Club de France assurent la notoriété de la marque dans le monde du rugby à XV. Malgré ces succès, la Fédération française de rugby choisit un autre équipementier pour le XV de France, l'allemand Adidas, puis l'américain Nike avant de renouer avec Adidas.
En 1982, pour la première fois une équipe habillée par Le Coq sportif remporte la Coupe du monde de football. Le logo de la marque ne figure pas sur le maillot des vainqueurs italiens mais est cependant bien visible sur leur survêtement. La même année, Monaco remporte le titre de champion de France de football et le PSG la Coupe de France, tous deux équipés par la marque au coq.
En 1983, le jeune tennisman français Yannick Noah remporte le tournoi du Grand Chelem Roland-Garros. Il deviendra quelques années plus tard l'un des propriétaires de la marque. Pendant ce temps-là, celle-ci continue d'équiper les coureurs du Tour de France, les français Laurent Fignon et Bernard Hinault, l'américain Greg LeMond remportant tous à Paris le maillot jaune floqué à l'image de la marque.
En 1986, l'équipe d'Argentine de football remporte sa deuxième Coupe du monde, les images du jeune prodige argentin Diego Maradona, vêtu d'un maillot de la marque et soulevant le trophée mondial, sont diffusées sur toutes les télévisions du monde et font le tour de la planète. La même année, les joueurs du PSG deviennent champions de France.

### Déclin et renouveau

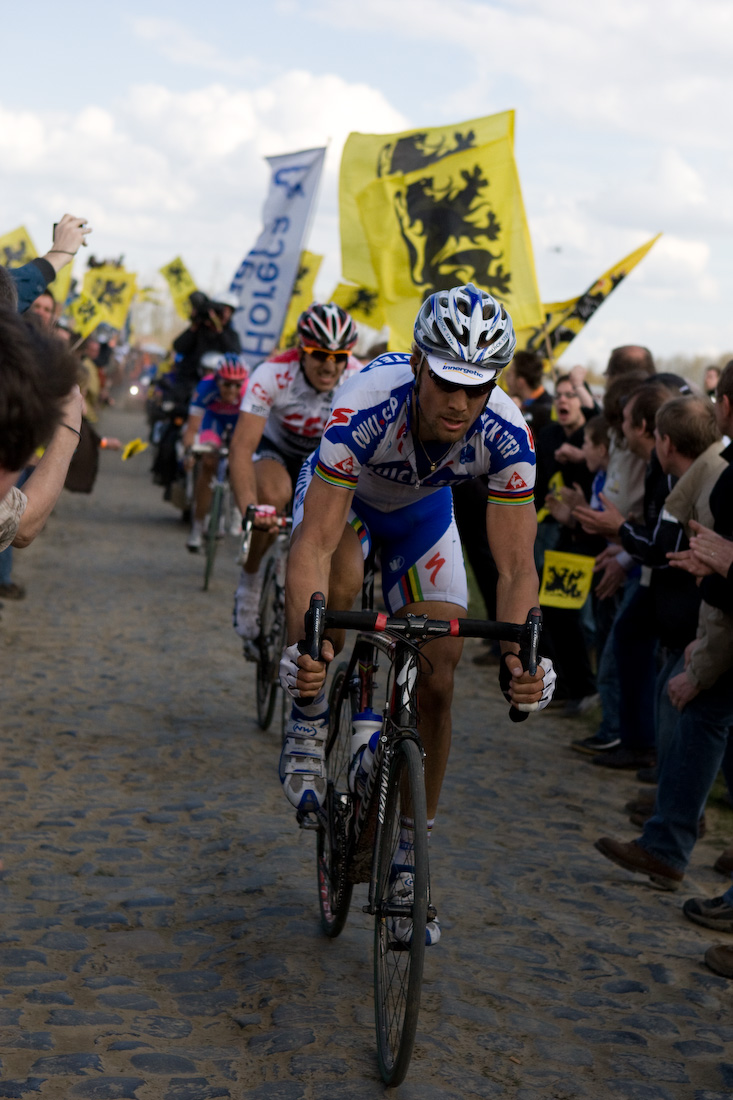
L'équipe Quick Step (avec ici Tom Boonen) sponsorisée par Le Coq sportif.

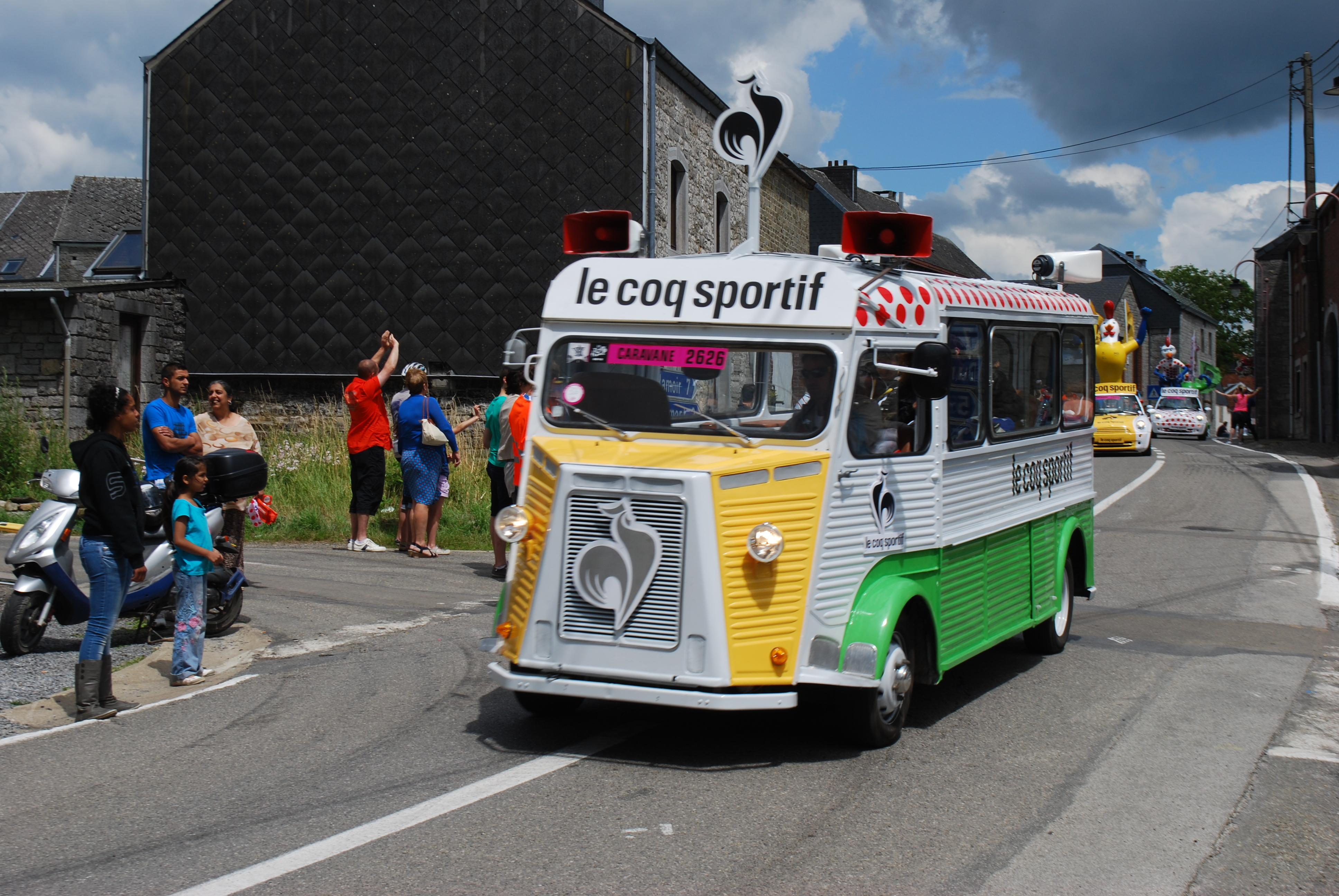
Véhicule promotionnel du Coq sportif dans la caravane du Tour de France, (1ère étape, le 1 juillet 2012) au passage à Tohogne (commune de Durbuy).

Malgré le soutien d'Adidas après le rachat en 1974, l’entreprise périclite face à la concurrence mondiale dans la seconde moitié des années 1980. Ce déclin entraine notamment la délocalisation de la production et la fermeture du site historique de Romilly-sur-Seine en 1988. La marque demeure la plus visible sur les maillots de tennis, par exemple lors de la victoire de la France en Coupe Davis en 1991, ou à la suite d'un contrat signé en 2001 avec Justine Henin, alors à ses débuts de championne.
En 1999, Olivier Jacques et deux investisseurs alsaciens relancent la marque en rachetant tous les droits de distribution à l'américain Brown Shoe.
En 2005, Robert Louis-Dreyfus décide de relancer l'entreprise par l’intermédiaire d'une société d’investissement suisse, Airesis. L'année suivante, quelques icônes du sport tricolore, et pour la plupart anciens représentants de la marque (Noah, Rives, Loeb ou Michalak) deviennent les nouveaux ambassadeurs du Coq sportif. Un fort accent est mis sur la communication Internet (refonte du site officiel, stratégie e-commerce, blogs promotionnels), visant à rappeler les heures de gloire de la marque depuis le début du XXe siècle, mais aussi à créer de nouvelles disciplines sportives (le « ludo escrime », en partenariat avec la Fédération française d'escrime).
En septembre 2010, l'entreprise décide de rouvrir le site de Romilly-sur-Seine et réalise ainsi une partie de sa production en France après plus de vingt ans d'exil. Frédéric Bazin, le directeur commercial de la marque, met en avant la qualité du savoir-faire du Made in France et notamment celle du bassin troyen. L'État et les collectivités locales versent de l'argent pour la réouverture de l'usine historique de la marque. Le rachat et la rénovation du site de l'Aube aurait coûté 1 100 000 euros.
Au Japon et en Corée du Sud, la marque emploie des designers locaux pour adapter au mieux ses collections aux goûts du marché asiatique, voire à fabriquer des produits spécifiques.
En 2012, la marque signe son grand retour sur le Tour de France. En effet, le 7 juin 2011, Le Coq sportif et la société Amaury Sport Organisation (ASO) annoncent la signature d'un accord. Cet accord stipule que la marque fournira à partir de 2012 les maillots de leader de toutes les épreuves cyclistes organisées par A.S.O., dont le Tour de France, Paris-Nice, le Critérium du Dauphiné, voire le Tour d'Espagne. La marque fournissait les maillots de leader du Tour de France de 1951 à 1988, il s'agit donc d'un grand retour pour l'année du 130e anniversaire de la marque. Le contrat, prolongé en 2016, a pris fin en 2021, après dix éditions.
Le retour de la marque au premier plan est concrétisé notamment par le contrat signé en 2012 avec le nageur français Yannick Agnel (le pensionnaire de l'Olympic Nice Natation fut l'une des grandes vedettes des Jeux Olympiques de Londres 2012 en remportant deux médailles d'or et une médaille d'argent) et par le choix, en 2014, du tennisman français Richard Gasquet comme ambassadeur de la marque.
En 2015-2016, pour la nouvelle saison de football, le Coq sportif est de retour pour équiper les équipes de l'AS Saint-Étienne et de la Fiorentina[réf. souhaitée]. Equipementier emblématique des Verts avec lequel le club a remporté neuf de ses dix titres de Champion de France lors de sa grande épopée. Les maillots de l'AS Saint-Étienne sont fabriqués en France, entre Troyes et Romilly-sur-Seine, là même où la marque est née.
Début janvier 2016, la marque annonce le transfert de son siège social d'Entzheim, près de Strasbourg, à Romilly-sur-Seine pour le 30 juin 2016. Le 19 janvier 2016, le Coq sportif renonce à son projet de transfert. Le siège social pourrait se retrouver à Romilly-sur-Seine,.
En 2016-2017, la marque fait son grand retour dans le rugby en devenant l'équipementier du Racing 92. Équipementier du XV de France jusqu'en 1975, puis de 1980 à 1986, et avec lequel elle remporte un Grand Chelem en 1981, la marque reviendra sur les maillots du XV de France, du Rugby à 7 et du Rugby amateur à compter du 1er avril 2018, et ce, pour au minimum six ans. Les tenues seront également fabriquées en France. Aujourd'hui Le Coq sportif produit 90 % de ses matières premières en France, cela comprend le tricotage et la teinture.
La production de 90 % des vêtements du Coq sportif est effectuée au Maroc.
À partir de 2017, Le Coq sportif soutient le milieu de l'art contemporain en devenant l'équipementier de l'AS Velasca, club de football et œuvre d'art totale.
En 2019, Le Coq sportif élargit encore son champ d'action en devenant équipementier officiel du Ballet de l'Opéra national de Paris. Chaque année, la marque crée main dans la main avec les danseurs du Ballet des tenues d’entraînement parfaitement adaptées à l’univers et aux mouvements de la danse.
En 2021, la marque se diversifie dans l'Esport et devient l'équipementier de GameWard, équipe résidente de Boulogne-Billancourt, dont le directeur sportif est l'ancien tennisman Julien Benneteau,.
Début avril 2021, Le Coq sportif annonce la signature d'un contrat avec la fédération française de judo, jujitsu, kendo et disciplines associées pour en devenir l'équipementier officiel. Le contrat court au moins jusqu'aux jeux olympiques de Paris 2024. Depuis quelques années, la marque entreprend la fabrication de ses produits en France.
Fin 2021, l'entreprise propose à Stéphane Ashpool la création des 1 500 tenues pour les Jeux olympiques d'été de 2024 à Paris.
Le 22 novembre 2024, l'entreprise est placée en redressement judiciaire par le tribunal de commerce de Paris, ce qui signifie que l'entreprise est en cessation de paiements. Le Coq Sportif déplore 28,2 millions d'euros de pertes sur l'année 2023, et 18,2 millions d’euros de pertes sur le premier semestre 2024. La marque a relocalisé une partie de sa production en France en 2010 en faisant un pari sur les chaussures et le textile 100 % français, ce qui engendre des coûts que n'ont pas ses concurrents. Le Coq sportif recherche désormais un repreneur.
En mars 2025, deux repreneurs se manifestent pour la reprise du Coq Sportif. En juillet 2025, le tribunal des activités économiques de Paris annonce que l’offre de l’entrepreneur franco-suisse Dan Mamane est finalement retenue avec un apport de 70 millions d'euros et une restructuration sociale qui permettrait le maintien de 201 postes tout en supprimant entre 89 et 94 postes.

### Identité visuelle (logo)

Logo « Le Coq sportif » en avril 1948.
Logo « Le Coq sportif » en août 1950.
Logo « Le Coq sportif » en 1960.
Logo « Le Coq sportif » en juillet 1965.
Logo « Le Coq sportif » en 1966.
Logo en mai 1968.
Logo de 1968 à 1973.
Logo en 1973.
Logo de 1975 à 2008.
Logo de 2009 à 2010.
Logo de 2010 à 2012.
Logo de 2012 à 2015.
Logo depuis 2015

## Équipementier officiel

### Football

#### Clubs actuels
- France
  - ESTAC Troyes (1978-1979, à partir de la saison 2019-2020)[32]
  - US Avranches MSM (depuis la saison 2020-2021)[33]
  - SFC Neuilly-sur-Marne (depuis la saison 2022-2023)
- Italie
  - AS Velasca (depuis 2017)[34],[35]
- Corée du Sud
  - FC Séoul (depuis 2012)[réf. souhaitée]
- Argentine
  - Rosario Central (1995-1998, depuis 2025)[36]
- Brésil
  - Quimbaya Brasil
  - Atlético Mineiro (à partir de la saison 2019-2020)
- Colombie
  - América de Cali (depuis 2022)[37]
  - Deportivo Cali (1986-1987, depuis 2021)[38]
- Liban
  - Homenmen Beyrouth
- Belgique
  - Union Saint-Gilloise (de 2020 à 2022)[39]
- Suisse
  - FC Lausanne-Sport (depuis 2019)[40]
- Afrique du Sud
  - Soweto Stars FC

#### Anciens clubs
Afrique
- Maroc

 Moghreb Tétouan
Asie
- Corée du sud

 Incheon United (2012-2014)
 Ulsan Hyundai (2010-2011)
- Turquie

 Denizlispor (2004-2006)
Europe
- Angleterre

 Aston Villa (1981-1984)
 Barnet FC (1980-1982)
 Birmingham City (1998-2004)
 Bury FC (1995-1997)
 Chelsea FC (1981-1986)
 Coventry City (1996-1999)
 Crystal Palace FC (2001-2003)
 Derby County (1978-1982)
 Everton FC (1983-1986, 2009-2012)
 Fleetwood Town (2006-2007)
 Leicester City (2000-2005)
 Manchester City (1999-2003, 2007-2009)
 Queens Park Rangers (1997-2008)
 Rotherham United (1995-1998)
 Scarborough FC (1996-1997)
 Sheffield United (1997-2000, 2002-2009)
 Stoke City (2007-2010)
 Sunderland AFC (1981-1983)
 Tottenham Hotspur (1980-1985)
 Wolverhampton Wanderers (2004-2010)
 York City (1982-1983)
- France

 FC Nantes (1972-1974; 2005-2010),
 AS Saint-Étienne (1969-1984, 2015-2022)
 OGC Nice (2023-2025)
- Irlande

 Cork City (1999-2003)
- Italie

 AC Ancône (2003-2004)
 ACF Fiorentina (2015-2020)
 Inter Milan (1986-1988)
 Udinese Calcio (2002-2005)
- Pays-Bas

 Ajax Amsterdam (1/1973-6/1977 et 7/1980-12/1984)
- Irlande du Nord

 Glentoran FC (1996-1999)
- Russie

 Torpedo Moscou (2004)
- Écosse

 Aberdeen FC (2001-2004)
 Kilmarnock FC (1995-1998)
 Hamilton Academical (1995-1997)
 Hibernian FC (1998-2010)
 Inverness Caledonian Thistle (1996-1999)
- Pays de Galles

 Swansea City (1995-1997)
Amérique du Sud
- Argentine

 CA Belgrano (1996-2000)
 Defensores de Belgrano (2000)
 Deportivo Laferrere (es) (1985-1986)
 Gimnasia y Esgrima (1997-1998)
 CA Independiente (1986-1988)
 Kimberley de Mar del Plata (2008-2009)
 CA Lanús (2001-2003)
 Santamarina (es) (2011-2013)
 CA Tigre (1997-2002)
- Brésil

 SC Internacional (1982)
 Fluminense FC (1981-1985)
- Équateur

 Técnico Universitario (1986, 2005)
 CSD Macara (2004)
 ESPOLI (2005)
- Mexique

 CD Irapuato (1984-1987)
 CD Guadalajara (1986-1988)
 Tigres UANL (1988)
- Paraguay

 CS Luqueño (1982,1993)
- Uruguay

 CA Peñarol (1984-1987)

#### Fédérations actuelles
- Cameroun (1982-1987, 2019-2022)[44]
- Afrique du Sud (depuis juin 2020)[45]

#### Anciennes fédérations
Afrique
- Algérie (2004-2009)
- Sénégal (2002-2005)

Amériques
- Argentine (1980-1989)
- Colombie (1980-1981)
- États-Unis (1979-1983)
- Uruguay (1983-1986)

Europe
- France (1966-1971)
- Grèce (2001-2003)
- Hongrie (1970-1974)
- Italie (1980-1982)
- Norvège (1976-1980)
- Roumanie (1977-1983)
- Slovaquie (1993-1995)
- Espagne (1984-1992)

### Rugby

#### Fédérations
- France (2018-2024)[5]
- Australie (Chaussures à crampons)[46]
- Chili[réf. souhaitée]
- Tahiti[réf. souhaitée]

#### Club
- Racing 92[47]
- Stade aurillacois
- RC Vannes
- Stade dijonnais
- RCS Rumilly

- Virreyes Rugby Club (événement en 2012)[48]

#### Joueurs
- Frédéric Michalak, LOU[49]
- Nicolas Durand, Rugby-Club Toulonnais[réf. souhaitée]
- Thomas Domingo, ASM Clermont-Auvergne[réf. souhaitée]
- Jérôme Porical, Stade français[réf. souhaitée]
- Sergio Parisse, Stade français[réf. souhaitée]
- Fabrice Estebanez, Racing Métro 92[50]
- Jonathan Wisniewski, Racing Métro 92[51]
- Henry Chavancy, Racing Métro 92[52]
- Julien Saubade, Racing Métro 92[53]
- Magnus Lund, Biarritz olympique[réf. souhaitée]
- Nathan Sharpe, Western Force[réf. souhaitée]
- Tatafu Polota-Nau, NSW Waratahs[réf. souhaitée]
- Benn Robinson, NSW Waratahs[réf. souhaitée]
- Ben Alexander, ACT Brumbies[réf. souhaitée]
- Benjamin Urdapilleta, Harlequins RFC[réf. souhaitée]
- Marco Bortolami, Aironi Rugby[réf. souhaitée]

### Autres sports

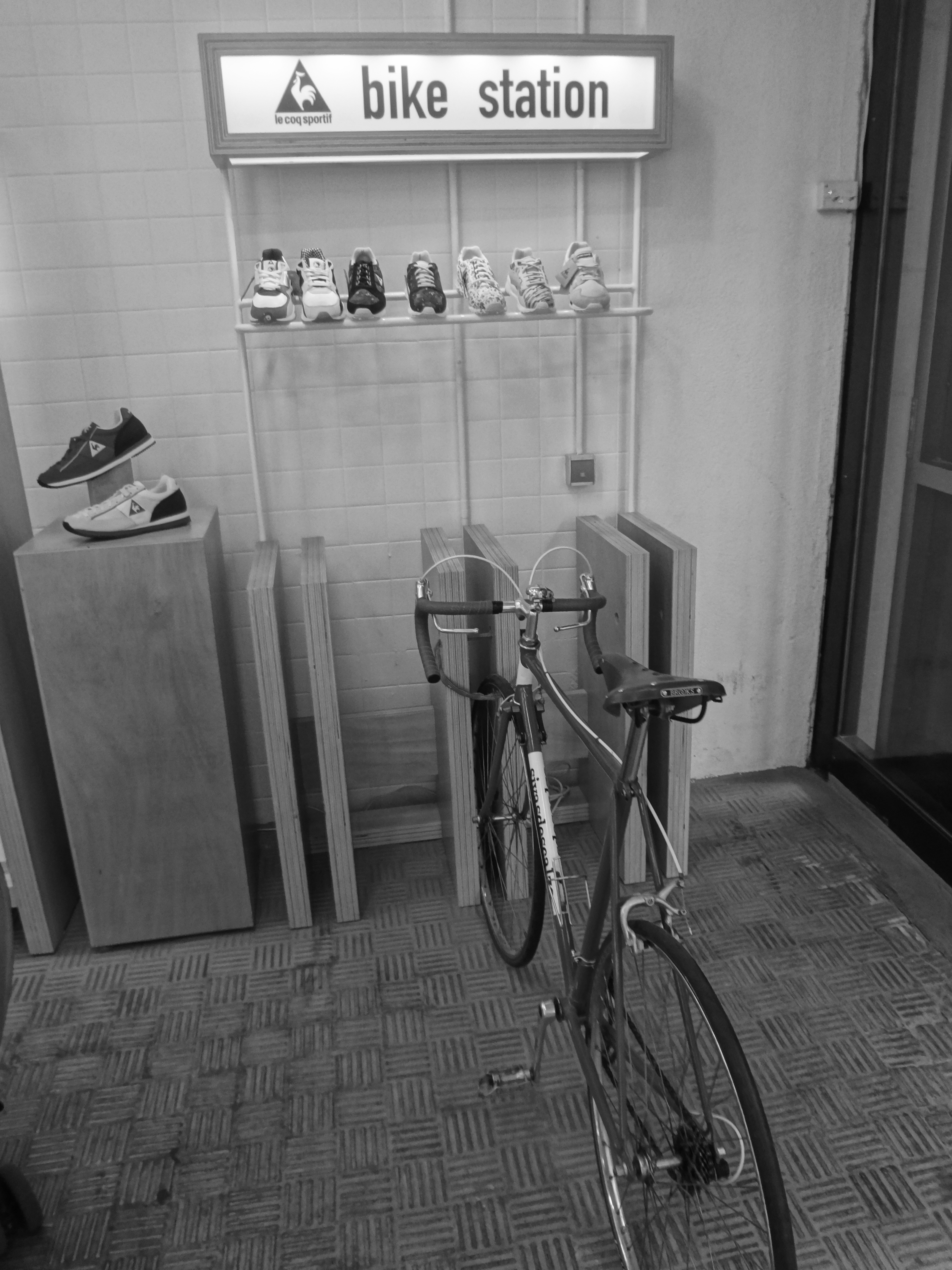
Le Coq Sportif Madrid

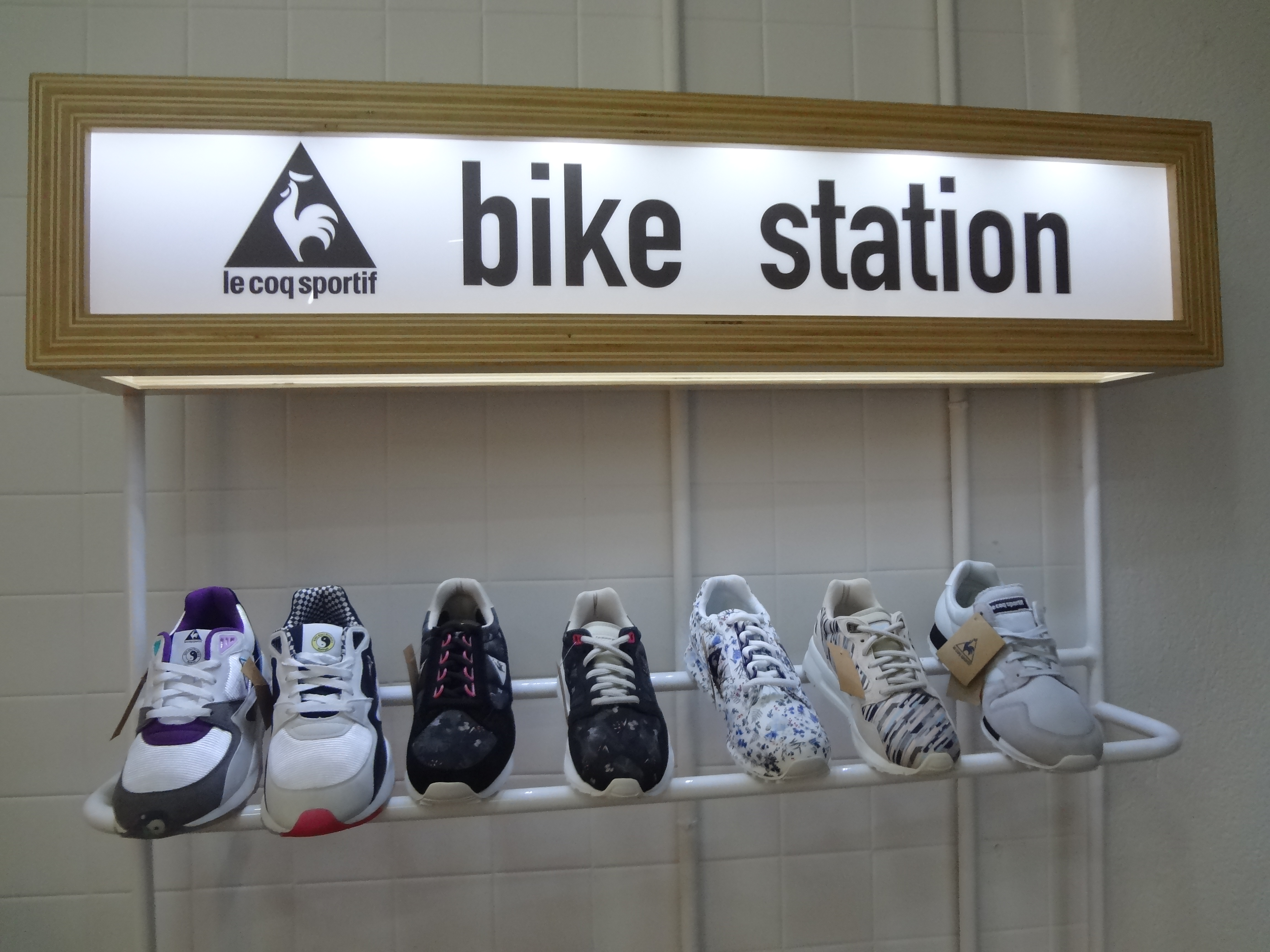
Le Coq Sportif Madrid

#### Compétitions decyclisme

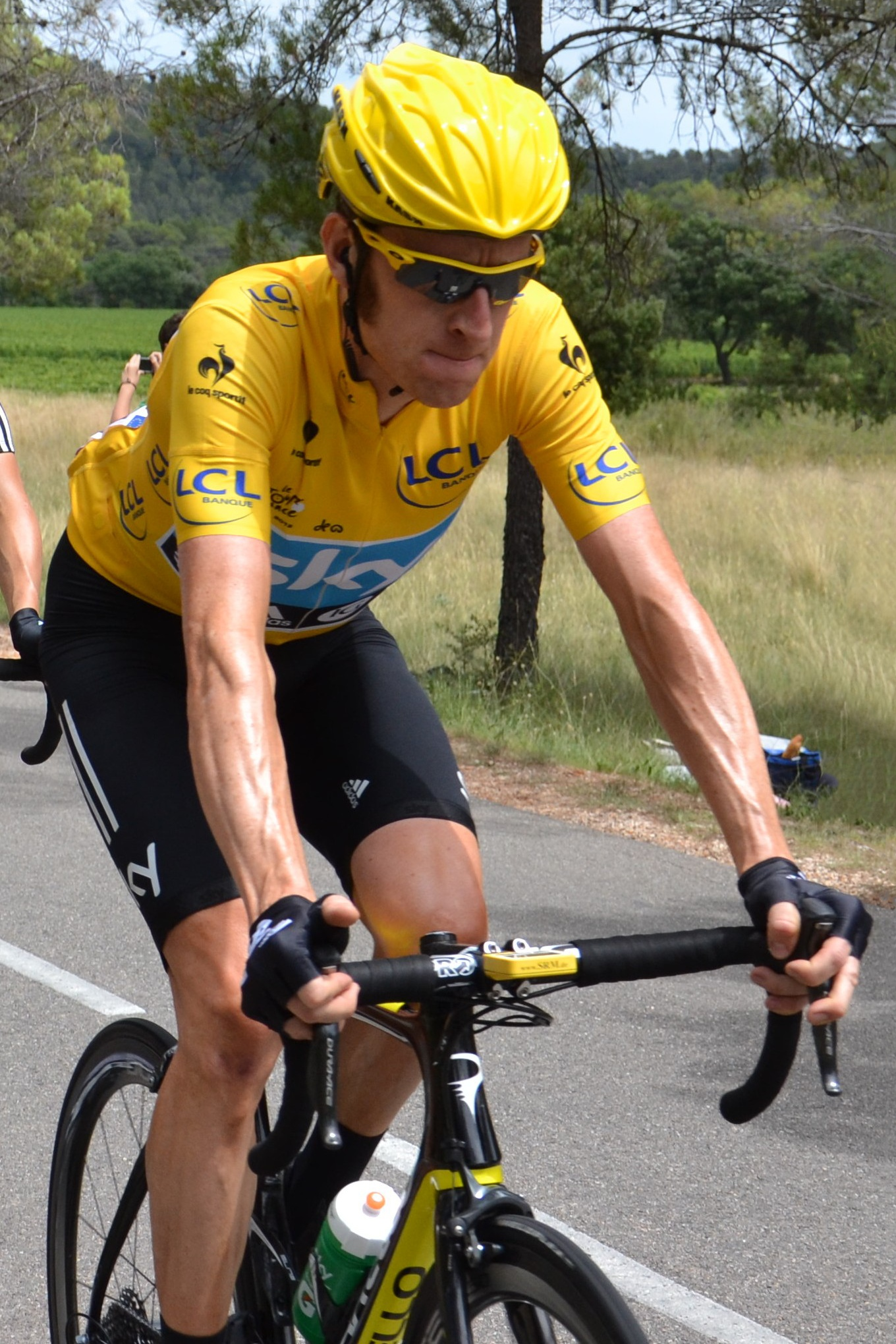
Le Coq Sportif, sponsor officiel des maillots distinctifs du Tour de France (2012-2021).

- Tour de France[54] (de 1951 à 1988 puis de 2012 à 2021)
- Tour d'Espagne[55]
- Paris-Nice[54] (2012-2021)
- Critérium international de la route[réf. souhaitée]
- Critérium du Dauphiné[54] (2012-2021)
- Tour de Picardie[réf. souhaitée]
- World Ports Classic[réf. souhaitée]

#### Équipes cyclistes professionnelles
- Renault-Elf-Gitane, cyclisme (de 1978 à 1982)[56]
- Quick Step, cyclisme (de 2005 à 2008)[réf. souhaitée]
- Vacansoleil-DCM (pour les vêtements hors-course)[réf. souhaitée]
- Europcar (pour les vêtements hors-course)[réf. souhaitée]

#### Athlètes
- Yannick Agnel, natation, Olympic Nice Natation[57]
- Richard Gasquet, tennis[58]
- Lucas Pouille, tennis (depuis 2020)[59]
- Pauline Parmentier, tennis
- Alizé Lim, tennis[58]
- Joakim Noah, basket-ball, Chicago Bulls, (de 2007 à 2013)[60]
- Yang Yong-eun, golf[réf. souhaitée]
- Sébastien Loeb, rallye[61]
- Lennox Lewis, boxe anglaise[réf. souhaitée]
- Tony Yoka, boxe anglaise (2017)
- Clarisse Agbegnenou, judo
- Laury Perez, BMX Freestyle

#### Ballet de l'Opéra national de Paris
- Opéra national de Paris

#### Équipe de Formule 1
- Alpine F1 Team

#### Handball (club)
- Entente sportive Besançon féminin (2021-2024)
- Paris 92 (2020-2024)

#### Tennis
- Martina Trevisan

#### Sport électronique
- GameWard[62]
- Nongshim RedForce[réf. nécessaire]
- Kwangdong Freecs[réf. nécessaire]

#### Judo
- Fédération française de judo, jujitsu, kendo et disciplines associées (depuis avril 2021)

### Autres célébrités
- Yannick Noah[63]
- Arthur Ashe[64]